# TV5MONDE

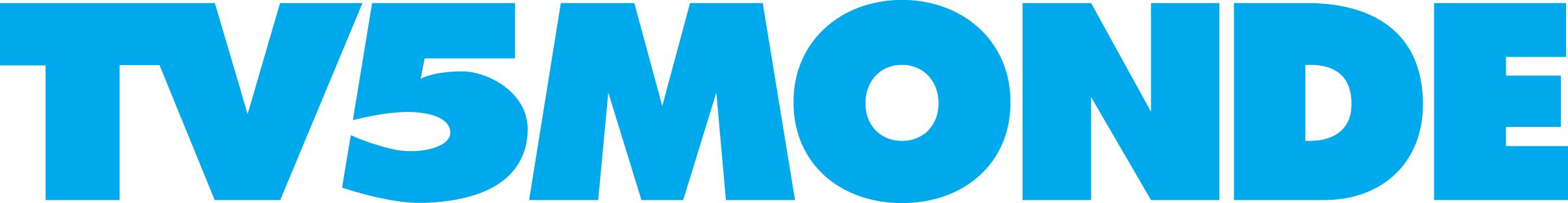
Oude logo van TV5 tussen 2009 en 2021

Oude logo van TV5Monde tot 2009

Oude logo van TV5 tussen 1995 en 2006

TV5MONDE (voorheen : TV5) is een internationale Franstalige televisiezender gevestigd in Parijs die wereldwijd Franse, Belgische, Zwitserse, Canadese en Monegaskische programma's uitzendt. Zij werd opgericht in januari 1984.

## Netwerken
Anno 2015 worden er tien edities uitgezonden:
- TV5MONDE France-Belgique-Suisse-Monaco (Frankrijk, België, Zwitserland, Luxemburg, Monaco, Andorra)
- TV5MONDE Europe (rest van Europa)
- TV5MONDE Afrique (Afrika)
- TV5MONDE Maghreb - Orient (Maghreb - Midden-Oosten)
- TV5MONDE Asie (rest van Azië)
- TV5MONDE États-Unis (Verenigde Staten)
- TV5MONDE Amérique Latine – Caraïbes (Latijns-Amerika - Caraïben)
- TV5MONDE Brésil (Brazilië, met Portugese ondertiteling)
- TV5MONDE Pacifique (Japan - Oceanië)
- TV5 Québec-Canada

TV5 Québec-Canada wordt uitgezonden vanuit Montreal, de overige zeven kanalen vanuit Parijs onder de naam TV5MONDE.

## Nederlandse ondertiteling
TV5MONDE Europe zendt verschillende films en documentaires uit met Nederlandse ondertiteling via DVB-ondertiteling. Veel Nederlandse kabelexploitanten hebben in hun ontvangststation(s) ondertitelingunits geplaatst waardoor de ondertiteling automatisch in beeld wordt gebracht.